# Paepalanthus neglectus
Paepalanthus neglectus är en gräsväxtart som beskrevs av Friedrich August Körnicke. Paepalanthus neglectus ingår i släktet Paepalanthus och familjen Eriocaulaceae. Inga underarter finns listade i Catalogue of Life.